# Micael Borges
 (mai 2021).
Si vous disposez d'ouvrages ou d'articles de référence ou si vous connaissez des sites web de qualité traitant du thème abordé ici, merci de compléter l'article en donnant les références utiles à sa vérifiabilité et en les liant à la section « Notes et références ».
Micael Borges, né le 12 décembre 1988 à Rio de Janeiro dans l'État de Rio de Janeiro, est un acteur et chanteur brésilien.

## Biographie
Borges fait ses débuts en 1993 dans une pièce de théâtre. Il joue dans la La Cité de Dieu (2002) le rôle de l’un des mauvais garçons. Micael débute dans les telenovelas avec une petite participation à Young Hearts (2006) et incarne le protagoniste de la 16e saison (2009). Il devient célèbre au niveau national en campant l’un des protagonistes de la telenovela brésilienne Rebelde (2011). Micael rejoint par ailleurs le groupe musical formé dans la série, RebeldeS. Le groupe de dissout parallèlement à l'arrêt de la série, en 2012. Il joue dans Milagres de Jesus (2014). 
En 2018, Micael joue dans la telenovela O Tempo Não Para, diffusée sur Rede Globo.

## Filmographie

### Télévision
- 2002 : Brava Gente: Felipe
- 2002 : La Cité des Hommes : ami de Babão
- 2003 : Alô Vídeo Escola : Rafa[2]
- 2006 : Young Hearts (Malhação, série télévisée) : garçon charbon de bois[pas clair]
- 2007 : Caminhos do Coração : Juliano
- 2009 : Young Hearts (Malhação, série télévisée) : Luciano[3],[4],[5],[6],[7]
- 2011 : Rebelde : Pedro Costa[8],[9],[10],[11]
- 2014 : Milagres de Jesus : Gad
- 2017 : Dancing Brasil : lui-même
- 2018 : O Tempo Não Para : Laércio Emerenciano Batista

### Cinéma
- 2001 : Copacabana : Garçon de rue
- 2002 : La Cité de Dieu : Caixa Baixa
- 2003 : As Alegres Comadres : Raul
- 2004 : Irmãos de Fé : Paulo
- 2014 : Alemão : Négociateur d’ONG
- 2021 : Carnaval : Fred[12]